# Radouane Abbes
Radouane Abbes (* 4. März 1965 in Ech Cheliff, Algerien) ist ein ehemaliger algerischer Fußballspieler.
Abbes kam Anfang der 1980er-Jahre in die südfranzösische Stadt Montpellier. Dort spielte er beim HSC Montpellier, zunächst in der zweiten Mannschaft. In der Saison 1984/85 wurde er erstmals in der ersten Mannschaft, die damals in der zweiten Liga spielte, eingesetzt, allerdings hatte er zunächst gegen die harte Konkurrenz, bestehend aus Pascal Baills und Bruno Blachon, kaum eine Chance. In der Saison 1986/87 konnte er sich etablieren, gleichzeitig gelang der Aufstieg in die erste Liga. Dort bekam Abbes jedoch erhebliche Schwierigkeiten und litt außerdem unter Verletzungen. Daher kam er nur zu zehn Einsätzen. Franck Lucchesi war ein übermächtiger Rivale auf seiner Position. Daraufhin wechselte er 1988 auf Leihbasis zum Zweitligisten FC Sète. Wegen Verletzungspech kam er auch dort nur auf 19 Einsätze. In der Saison nach seiner Rückkehr nach Montpellier absolvierte er nur noch vier Spiele in einer Saison und zählte zum Kader der Reservemannschaft. 1990 gewann Montpellier den französischen Pokal, womit Abbes einen gewonnenen Wettbewerb aufzuweisen hat. Er ließ sich im selben Jahr zum Le Mans FC in die zweite Liga ausleihen. Doch auch dort kam er nur auf zwölf Einsätze. Nach seiner Rückkehr machte man ihm in Montpellier klar, dass im Kader kein Platz mehr für ihn sei. Daraufhin entschied sich Abbes mit nur 26 Jahren für das Karriereende.